# Saint-Andéol-le-Château
Saint-Andéol-le-Château è un comune francese di 1 583 abitanti situato nel dipartimento del Rodano della regione Alvernia-Rodano-Alpi.

## Storia
Il nome proviene da quello di un santo, Andeolo, martirizzato nel 208 sotto l'imperatore Settimio Severo. Il martirio ebbe luogo non lontano da Bourg-Saint-Andéol, ove il cadavere, gettato nel Rodano, fu portato a riva dalla corrente e recuperato segretamente da cristiani del luogo.

## Società

### Evoluzione demografica
Abitanti censiti